# Marie-Thérèse Allier
Marie-Thérèse Allier est une directrice de théâtre française, née le 3 mars 1931 à Nancy, et morte le 26 mars 2022 à Issy-les-Moulineaux. Elle est la fondatrice de la Ménagerie de verre.

## Biographie
Marie-Thérèse Allier commence la danse classique à l'âge de cinq ans, à Nancy, marquée par le rôle de Janine Charrat, héroïne du film La mort du cygne. Après une formation aux studios Waker de Paris, elle danse notamment pour les Ballets des Champs-Élysées, la compagnie Janine Charrat ou le Grand Ballet du marquis de Cuevas.
Souhaitant prendre ses distances avec la répétition des gestes et la position d'interprète que peut exiger la danse classique, Marie-Thérèse Allier se met alors en quête du lieu idéal. Elle découvre alors une ancienne imprimerie du XIe arrondissement, délaissée par les agendas Mignon. Elle va accompagner de nouvelles expressions corporelles dans ce qui deviendra la Ménagerie de verre. Ce nom lui vient en observant ce lieu et ses verrières, ses escaliers, ses nombreuses salles, dont « sa grande salle sombre en cinémascope », qui lui font penser à l'architecture de la pièce de Tennessee Williams, La Ménagerie de verre. Le lieu ouvre en 1983.
En 1995, elle lance Les Inaccoutumés et Étrange Cargo, deux festivals défricheurs qui ont mis en lumière de nombreux chorégraphes des débuts de la danse contemporaine avec Daniel Larrieu, Régine Chopinot, Christian Rizzo, Angelin Preljocaj François Raffinot ou Philippe Decouflé, puis la génération de Jérôme Bel et Boris Charmatz, avec Emmanuelle Huynh et Olivia Grandville, jusqu'aux expérimentations de Raimund Hoghe, François Chaignaud, Vincent Macaigne, Rodrigo Garcia, Théo Mercier, Philippe Quesne ou Yves-Noël Genod.
Marie-Thérèse Allier a été à la direction de la Ménagerie de verre jusqu'à son dernier jour. Elle est morte dans son sommeil le samedi 26 mars 2022, à l’hôpital Corentin-Celton, à Issy-les-Moulineaux.

## Filmographie
- La jeunesse est dans la tête (2016), film documentaire tourné par et avec le chorégraphe Raimund Hoghe[9],[10]